# 日本ダム協会
一般財団法人日本ダム協会（にほんダムきょうかい、英: Japan Dam Foundation、JDF）は、ダムの建設が国土保全および経済発展に寄与するものとし、ダムの研究や建設の促進を実施している法人。理事（非常勤）の多くはダム建設・設計調査を得意としているゼネコンや建設コンサルタントの役員が名を連ねているのも特徴。元国土交通省河川局所管。

## 沿革
- 1952年12月: 日本ダム協会の前身となった天竜川水系総合開発協力会発足。
- 1957年1月: 天竜川水系総合開発協力会が日本ダム協会に改組。
- 1974年6月: 建設大臣、財団法人日本ダム協会設立を許可。

## 事業
日本ダム協会では、日本国内のダム・えん堤（堰堤）に関する調査や施工技術の研究を行っている。調査・研究内容の情報公開にも積極的で、『月刊ダム日本』、『ダム年鑑』、その他資料が発行されている。
ダムの施工に関わる技術者の育成にも力を入れており、ダム施工等各種講習会や研修会の開催、また民間資格であるダム工事総括管理技術者認定事業を実施している。

### ダム便覧
ダム便覧は財団法人日本ダム協会のホームページ中に構築されたダムの総合情報サイトである。その内容は、日本に建設された個々のダムデータ（位置、堤高等の諸元、事業者、施工者、ダム湖名、ニュース、テーマページ等）のみならず、記念切手、歌、関連用語の解説、イベント、文学作品や映画の紹介、マニアによる個人サイトへのリンクと幅広い。
最近では、事業の長期化（日本の長期化ダム事業を参照）が問題になってきていることから、補償（一般・公共等全般）を工事誌や関連書籍（専門書や一般誌も含む）等をもとに考察する内容のページが定期的に更新されている。